# Angles (Vandea)
Angles è un comune francese di 2 370 abitanti situato nel dipartimento della Vandea nella regione dei Paesi della Loira.

## Società

### Evoluzione demografica
Abitanti censiti